# Anauxesis densepunctata
Anauxesis densepunctata là một loài bọ cánh cứng trong họ Cerambycidae.